# Versorgungs- und Verkehrsgesellschaft Hannover
Die Versorgungs- und Verkehrsgesellschaft Hannover mbH (VVG) ist eine Holding, deren Anteile zu 80,49 Prozent von der Landeshauptstadt Hannover und zu 19,51 Prozent von der Region Hannover gehalten werden.

## Unternehmen
Gegründet wurde die VVG im Jahr 1971, um die Stadtwerke Hannover (heute: Enercity) mit der nach der Aktion "Roter Punkt" kommunalisierten üstra in einer Holdinggesellschaft zusammenzuführen. Dies ermöglicht es, Gewinne der Enercity mit den Verlusten der Üstra zu verrechnen.
Der Sitz befindet sich im Gebäude der Enercity-Konzernzentrale am Glockseeplatz in der Calenberger Neustadt. Sie hat einen Aufsichtsrat, der aus 20 Mitgliedern besteht, davon 10 Mitglieder der Anteilseigner und 10 Mitglieder der Arbeitnehmer.

## Aufgaben
Die Tochterunternehmen der VVG befassen sich mit der Versorgung mit Elektrizität, Gas, Wasser und Wärme, dem Energiehandel (Stadtwerke), der Bereitstellung von Infrastruktur für den Öffentlichen Personennahverkehr (infra) sowie mit dem Betrieb des öffentlichen Personennahverkehrs (üstra).
Die VVG ist mit ihren Beteiligungsunternehmen über Gewinnabführungs- und Beherrschungsverträge verbunden. Die Region Hannover gleicht aufgrund ihrer Zuständigkeit für den ÖPNV die bei der VVG in diesem Zusammenhang entstehenden Verluste aus.

## Beteiligungen
- enercity Aktiengesellschaft (Anteil 75,09 %)
- üstra Hannoversche Verkehrsbetriebe AG (Anteil 98,38 %)
- Infra – Infrastrukturgesellschaft Region Hannover GmbH (seit 2001, Anteil 100 %)